# Phoringopsis
Phoringopsis é um género botânico pertencente à família das orquídeas (Orchidaceae).